# Xenaploactis asperrima
Xenaploactis asperrima är en fiskart som först beskrevs av Günther, 1860.  Xenaploactis asperrima ingår i släktet Xenaploactis och familjen Aploactinidae. Inga underarter finns listade i Catalogue of Life.